# Coesão textual
Coesão ou coesão textual é a conexão e harmonia entre os elementos textuais e é feita através de preposições, de conjunções, de alguns advérbios e de locuções adverbiais.

## Coesão referencial
A coesão referencial se constrói pela menção de elementos que já apareceram, ou vão aparecer, no próprio texto. Para a efetivação dessas remissões, são empregados pronomes pessoais, possessivos, demonstrativos ou expressões adverbiais que indicam localização (a seguir, acima, abaixo, anteriormente, aqui, onde etc.). Esses recursos tanto podem se referir, por antecipação, a elementos que serão citados na sequência do texto (catáfora), quanto podem retomar, como no exemplo a seguir, elementos já citados no texto ou que são facilmente identificáveis pelo leitor (anáfora):
A explosão da informação é uma das causas do estresse do homem moderno. Ela pode provocar diversas formas de ansiedade.
O pronome “Ela” retoma o antecedente “explosão da informação”.

## Coesão lexical
A manutenção da unidade temática do texto, que exige certa carga de redundância, está na base da coesão lexical. Assim, pode-se estabelecer uma corrente de significados retomando-se as mesmas ideias e por meio de diferentes termos e expressões. Essa cadeia é formada pela reutilização de palavras, pelo uso de sinônimos, ou, ainda, pelo emprego de expressões equivalentes para substituir termos já usados, ou para identificar ou nomear elementos que já apareceram no texto, como no seguinte exemplo:
O Doutor Carlos concedeu entrevista no intervalo do congresso. O cientista entrevistado reconhece que, a partir do emprego dos conhecimentos científicos, é possível racionalizar os sistemas de produção. Agora esse estudioso quer contribuir para a democratização do saber.
Os termos “O Doutor Carlos”, “O cientista entrevistado” e “esse estudioso” se referem à mesma pessoa. 

## Coesão por elipse
A estrutura dos períodos na língua portuguesa permite a omissão de elementos facilmente identificáveis ou que já tenham sido citados anteriormente, estratégia denominada coesão por elipse. Algumas vezes, essa omissão é marcada por uma vírgula. Pronomes, verbos, nomes e frases inteiras podem estar implícitos. O trecho, a seguir, constitui exemplo de omissão de sujeito da oração.
A metodologia científica é um conjunto de atividades sistematizadas, racionais, que, com segurança e economia, permite que os objetivos sejam atingidos. Implica a concepção das ideias quanto à delimitação do problema dentro do assunto.
A palavra “Implica” tem como sujeito implícito “A metodologia científica”.

## Coesão por substituição
Na coesão por substituição, substantivos, verbos, períodos ou largas parcelas de texto são substituídos por conectivos ou expressões que resumem e retomam o que já foi dito, assegurando a sua sequenciação. Servem a esse objetivo expressões como as seguintes: diante do que foi exposto; a partir dessas considerações; diante desse quadro; em vista disso; tudo o que foi dito; esse quadro etc.